# Гнездилова, Надежда
Надежда Гнездилова (1929 — 1942) — юная герой-пионер, партизан Великой Отечественной войны, убита в ходе перестрелки в 1942 году в станице Даховской.

## Биография
Родилась в 1929 году в станице Даховской Тульского района (ныне Майкопский район) Северо-Кавказского края. Проживала в большой семье.
Во время Великой Отечественной войны ученица шестого класса Надя Гнездилова стала юной партизанкой. В августе 1942 года  немецкие войска оккупировали станицу Даховскую. Многих жителей этого населённого пункта арестовали и бросили в подвалы под больницей. Была задержана и вся семья Гнездиловых - мама Прасковья Иосифовна, тётя и сама девочка. Надежда смогла убежать из под ареста.
Юная девочка ушла в отряд к партизанам. Встретил её по дороге директор школы, Трофим Иосифович Щербак, который и привёл в полевой лагерь бойцов партизанского отряда. Здесь же находился и её отец, с которым она встретилась.
Надя хорошо ориентировалась на местности, знала окрестность. Девочку стали отправлять в разведку. Она добывала ценные сведения, а также запоминала дислокацию сил противника. всю информацию передавала в партизанский отряд. Командиры отряда наносили все данные в карту.
В один из дней 1942 года, партизаны осуществили вылазку в станицу. Захваченные врасплох гитлеровцы во время перестрелки понесли большие потери, им пришлось отступить. Отряд партизан вошёл в станицу, с ними была и Надежда Гнездилова. Она сразу направилась к подвалу, где содержались арестованные жители, но попала под обстрел и была убита.
Надю Гнездилову захоронили в братской могиле в парке станицы Даховской.

## Память
- На месте захоронения, на братской могиле установлен памятник, на котором имеется изображение и надпись "Надя Гнездилова".
- В посёлке Тульский установлен памятник детям-героям Майкопского района. Среди надписей есть и имя Нади Гнездиловой.
- Памяти девочки посвящены очерки, известны портреты школьницы.